# Råggejávrre
Råggejávrre, enligt tidigare ortografi Råggejaure, är en sjö i Jokkmokks kommun i Lappland och ingår i Luleälvens huvudavrinningsområde. Sjön har en area på 1,21 kvadratkilometer och ligger 590 meter över havet. Råggejávrre ligger i Padjelanta Natura 2000-område.

## Delavrinningsområde
Råggejávrre ingår i det delavrinningsområde (748099-152766) som SMHI kallar för Utloppet av Råggejaure. Medelhöjden är 613 meter över havet och ytan är 3,94 kvadratkilometer. Det finns inga avrinningsområden uppströms utan avrinningsområdet är högsta punkten. Vattendraget som avvattnar avrinningsområdet har biflödesordning 2, vilket innebär att vattnet flödar genom totalt 2 vattendrag innan det når havet efter 420 kilometer. Avrinningsområdet består mestadels av kalfjäll (66 procent). Avrinningsområdet har 1,34 kvadratkilometer vattenytor vilket ger det en sjöprocent på 34 procent.